# Lis Adelvard
Lis Adelvard (født 24. januar 1931) er en dansk skuespillerinde. Hun optrådte i sin tid som Columbine på Pantomimeteatret i Tivoli.
Debuterede i 1956 hos Stig Lommer på ABC Teatret.
Sidenhen engagementer en lang række steder, bl.a. Det ny Scala, Det ny Teater, Ungdommens Teater, Amagerscenen og Folketeatret.

## Filmografi
I uddrag
- Mød mig på Cassiopeia – 1951
- Vagabonderne på Bakkegården – 1958
- Vi er allesammen tossede – 1959
- Den kære familie – 1962
- Tre mand frem for en trold – 1967
- Med kærlig hilsen – 1971